# 第113回天皇賞
第113回天皇賞（だい113かいてんのうしょう）は、1996年4月21日に京都府京都市の京都競馬場で行われた競馬の競走である。第44回阪神大賞典で接戦を演じた、ナリタブライアンとマヤノトップガンが大きな注目を集めたが、3番人気サクラローレルが優勝。GI初制覇となった。

## 主な前哨戦の結果
以下は、主な前哨戦を列挙する。なお当競走に出走する競走馬については、太字強調で表す。（参照先の記事については、その限りではない。）

### 阪神大賞典
| 着順                 | 馬番 | 競走馬名                 | 性齢 | 騎手     | 斤量 | タイム | 着差   | 単勝オッズ | 人気 |
| -------------------- | ---- | ------------------------ | ---- | -------- | ---- | ------ | ------ | ---------- | ---- |
| 1着                  | 2    | ナリタブライアン         | 牡6  | 武豊     | 59   | 3:04.9 |        | 002.1      | 2    |
| 2着                  | 10   | マヤノトップガン         | 牡5  | 田原成貴 | 58   | 3:04.9 | アタマ | 002.0      | 1    |
| 3着                  | 7    | (父)[地]ルイボスゴールド | 牡5  | 坂口重政 | 56   | 3:06.4 | 9馬身  | 099.2      | 7    |
|                      |      |                          |      |          |      |        |        |            |      |
| 5着                  | 8    | ハギノリアルキング       | 牡7  | 藤田伸二 | 58   | 3:06.5 |        | 009.2      | 3    |
| 天候:晴、馬場状態:良 |      |                          |      |          |      |        |        |            |      |

第44回阪神大賞典（GII）は、3月9日に阪神競馬場で行われた。

### 中山記念
| 着順                 | 馬番 | 競走馬名           | 性齢 | 騎手     | 斤量 | タイム | 着差     | 単勝オッズ | 人気 |
| -------------------- | ---- | ------------------ | ---- | -------- | ---- | ------ | -------- | ---------- | ---- |
| 1着                  | 5    | サクラローレル     | 牡6  | 横山典弘 | 57   | 1:47.2 |          | 019.5      | 9    |
| 2着                  | 3    | ジェニュイン       | 牡5  | 岡部幸雄 | 57   | 1:47.5 | 1馬身3/4 | 003.7      | 1    |
| 3着                  | 10   | サイレントハピネス | 牝5  | 橋本広喜 | 54   | 1:47.6 | 1/2馬身  | 010.6      | 5    |
| 天候:晴、馬場状態:良 |      |                    |      |          |      |        |          |            |      |

第70回中山記念（GII）は、3月10日に中山競馬場で行われた。
単勝オッズ一桁台の人気に推されたのは、4頭であった。3.7倍の1番人気はジェニュイン、前年は皐月賞を制し、東京優駿（日本ダービー）や天皇賞（秋）などで2着の活躍を見せた。有馬記念10着敗退以来の出走となり、この競走が5歳の始動戦であった。続く4.4倍の2番人気には、ナリタキングオー。4歳だった前年はスプリングステークス、京都新聞杯という二つのトライアル競走を制するなど、重賞3勝を記録していた。京都記念（GII）4着で始動した5歳の2戦目であった。6.5倍の3番人気であるエーブアゲインは、バレンタインステークス（OP）勝利から参戦の6歳馬で、前年の中山記念で3着の実績があった。7.3倍の4番人気には、重賞2勝天皇賞2着2回のセキテイリュウオーだった。
以下、4歳限定牝馬重賞2勝の5歳馬、サイレントハピネス。東京新聞杯（GIII）2着から臨むメイショウユウシ。香港国際カップ（G2）優勝からの参戦となり、前年に続く連覇を狙うフジヤマケンザン。NHK杯（GII）、福島記念（GIII）勝利のマイネルブリッジ。前年2月の目黒記念以来の復帰戦となるサクラローレルが10倍台のオッズとなった。フルゲート15頭が揃い「例年以上に豪華なメンバー（白石俊）」とされた。
ウインドフィールズとヤマショウキロクが逃げる展開となった。最後の直線では、先に抜け出したペガサスを、残り200メートル地点で最も内からジェニュインがかわしたが、すぐに大外からサクラローレルが脚を伸ばした。すぐにジェニュインなどを「ごぼう抜き」して差を広げ、サクラローレルがジェニュインに1馬身4分の3離して先頭で入線した。2番人気ナリタキングオーは5着、3番人気エーブアゲインは7着、4番人気セキテイリュウオーは9着に敗れた。
境勝太郎調教師は「今年こそ大きいところを狙っていきたい」とし、初騎乗となった横山典弘は「反応が凄い、並の馬じゃないよ」とコメントした。

### 日経賞
| 着順                   | 馬番 | 競走馬名             | 性齢 | 騎手       | 斤量 | タイム | 着差     | 単勝オッズ | 人気 |
| ---------------------- | ---- | -------------------- | ---- | ---------- | ---- | ------ | -------- | ---------- | ---- |
| 1着                    | 4    | ホッカイルソー       | 牡5  | 蛯名正義   | 56   | 2.37.3 |          | 009.9      | 3    |
| 2着                    | 9    | (父)カネツクロス     | 牡6  | 的場均     | 58   | 2.37.3 | クビ     | 001.4      | 1    |
| 3着                    | 10   | テンジンショウグン   | 牡7  | 木幡初広   | 57   | 2.37.6 | 1馬身3/4 | 287.0      | 11   |
| 4着                    | 2    | (父)ベストタイアップ | 牡5  | 横山典弘   | 56   | 2:37.7 | クビ     | 005.3      | 2    |
|                        |      |                      |      |            |      |        |          |            |      |
| 8着                    | 5    | ロイスアンドロイス   | 牡7  | 岡部幸雄   | 57   | 2:38.4 |          | 012.9      | 4    |
|                        |      |                      |      |            |      |        |          |            |      |
| 10着                   | 1    | (父)インターライナー | 牡6  | M.ロバーツ | 58   | 2:38.5 |          | 016.3      | 6    |
| 天候:曇、馬場状態:不良 |      |                      |      |            |      |        |          |            |      |

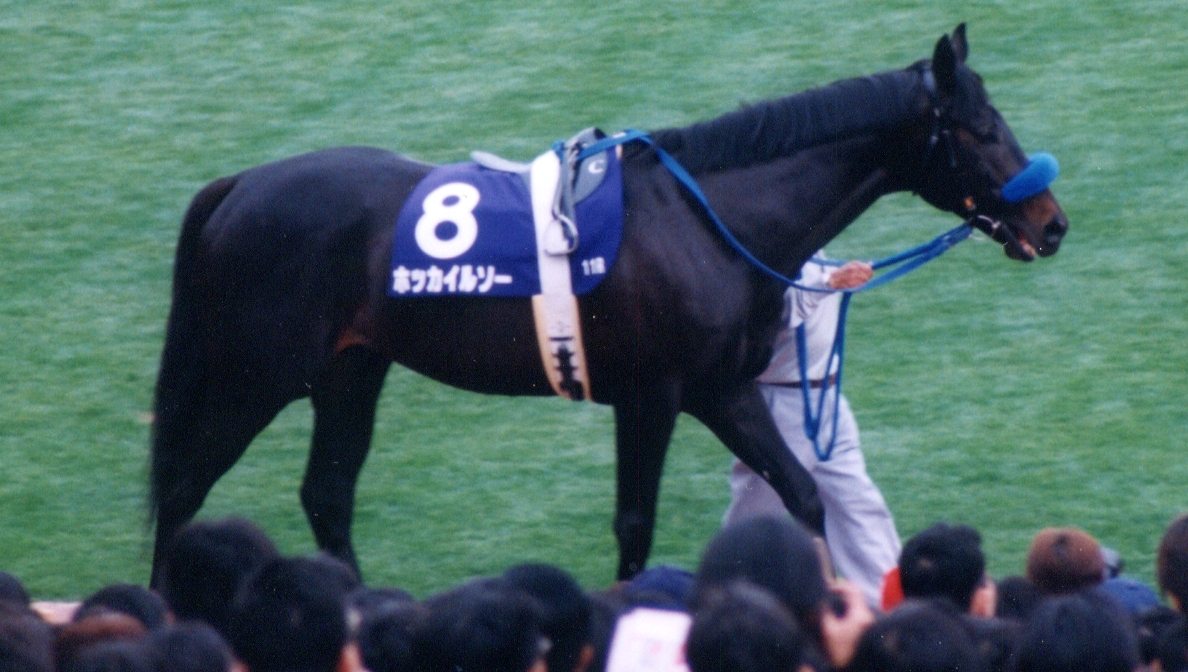
ホッカイルソー

第44回日経賞（GII）は、3月17日に中山競馬場で行われた。前日までの雨により、馬場状態は不良であった。
単勝オッズ一桁台の人気に推されたのは3頭であった。大原ステークス、鳴尾記念、アメリカジョッキークラブカップと3連勝中のカネツクロスが単勝オッズ1.4倍の1番人気。続いて5.3倍の2番人気には、500万円以下から4連勝で中山金杯を制したベストタイアップ。連勝中の2頭は「関東古馬の二強」として注目された。それから9.9倍の3番人気は、中山金杯、ダイヤモンドステークス連続3着から臨むホッカイルソーだった。その他、関東遠征となる関西馬、ダイタクサージャン、ベッスルキングの2頭。地方競馬から大井の福永二三雄厩舎所属であるツキフクオーが参戦し、11頭立てとなった。
カネツクロスがスタート直後から単独先頭で逃げの手を打ち、5番手にベストタイアップ、8番手にホッカイルソーが位置した。1周目のスタンド前にてシグナルライトが故障発生し競走中止となる中、前半の1100メートル地点を先頭のカネツクロスが70秒5で通過するスローペースとなった。大勢変わらずに最後の直線に進入し、カネツクロスが押し切りを図ったが、外からホッカイルソー1頭のみが追い上げてゴール板直前でクビ差かわして先頭で入線した。遅れた3着には、最低11番人気のテンジンショウグンが入り、複勝の払い戻し金額は、2040円を記録。2番人気のベストタイアップは4着だった。
ホッカイルソーの田中清隆調教師は、厩舎開業6年目で重賞初勝利。ホッカイルソー自身も重賞初勝利となり、4歳のジュニアカップ（OP）以来、1年2か月ぶりの勝利となった。田中は最後まで馬の気持ちが途切れなかったことや状態が良かったことを勝因に挙げ、「天皇賞でも今日のような競馬を見せてほしいですね。」とコメントした。騎乗した蛯名は、道悪によって他が本来の走りができなかったことに触れつつ、人気馬を負かしたことが「大きな自信」となったとしている。なお、競走を中止したシグナルライトは、左中足骨開放骨折のため、予後不良となった。

### 産経大阪杯
| 着順                   | 馬番 | 競走馬名             | 性齢 | 騎手       | 斤量 | タイム | 着差 | 単勝オッズ | 人気 |
| ---------------------- | ---- | -------------------- | ---- | ---------- | ---- | ------ | ---- | ---------- | ---- |
| 1着                    | 4    | (外)タイキブリザード | 牡6  | 岡部幸雄   | 57   | 2:00.7 |      | 001.9      | 1    |
| 2着                    | 11   | (父)インターユニーク | 牡6  | 田面木博公 | 571  | 2.00.8 | クビ | 023.9      | 8    |
| 3着                    | 7    | (父)アラタマワンダー | 牡8  | 四位洋文   | 57   | 2.00.8 | ハナ | 037.6      | 10   |
|                        |      |                      |      |            |      |        |      |            |      |
| 5着                    | 8    | サマーサスピション   | 牡5  | 田中勝春   | 56   | 2:01.0 |      | 012.9      | 5    |
|                        |      |                      |      |            |      |        |      |            |      |
| 7着                    | 2    | (父)スギノブルボン   | 牡6  | 松永昌博   | 57   | 2:01.3 |      | 012.2      | 4    |
|                        |      |                      |      |            |      |        |      |            |      |
| 11着                   | 1    | カミノマジック       | 牡6  | 南井克巳   | 57   | 2:02.0 |      | 110.6      | 12   |
| 天候:晴、馬場状態:稍重 |      |                      |      |            |      |        |      |            |      |

第40回産経大阪杯（GII）は、3月31日に阪神競馬場で行われた。
1.9倍と断然の1番人気に支持されたのは、タイキブリザードだった。前年は宝塚記念、有馬記念という春秋グランプリ競走で2着となっていた。続く4.2倍の2番人気は、優駿牝馬（オークス）優勝のダンスパートナー。牝馬ながら菊花賞に進み5着となった後、3戦連続重賞2着から参戦することとなった。8.2倍の3番人気は、重賞3勝のナムラコクオー。第61回東京優駿（日本ダービー）ではナリタブライアンに次ぐ2番人気の評価を得た経験がある。
その他、前々年の天皇賞（秋）、産經大阪杯などを制したネーハイシーザー。前年の青葉賞を制したサマーサスピション。アラマタワンダーなど重賞馬を含む、12頭立てとなった。
スタートからネーハイシーザーが先手を主張し、逃げる展開となる。タイキブリザードが2番手、ダンスパートナーは9番手を進んだ。前半の1000メートルを61.5秒で通過し、後続が徐々に詰め寄り、やがて単独先頭のネーハイシーザーが吸収されるようになった。最後の直線半ばでは、最も内に位置取ったタイキブリザード、その外からインターユニークやアラタマワンダー、ダンスパートナーが抜け出しを図った。残り150メートル地点でタイキブリザードのスパートが優勢となり、追い上げるインターユニークなどをクビ差退けて先頭で入線した。以降、4着のダンスパートナーまで「クビ、ハナ、クビ」という上位勢の決着であった。
タイキブリザードはこれが重賞初制覇となり、所有する大樹レーシングホースは前週にタイキフォーチュンで制した毎日杯（GIII）に続いて2週連続での重賞勝利となった。管理する藤沢和雄調教師は、「ペースが速かったら、もっと楽に勝てたかもしれない。今日は力で何とかねじ伏せたというところかな」と振り返った。

## 出走馬
大方の注目は、第44回阪神大賞典でアタマ差と僅差の戦いを演じたナリタブライアンとマヤノトップガンの2頭であった。新聞やテレビなどメディアの多くは「2頭で断然」という調子で報道し、2頭の馬連（馬番連勝式）のオッズは2.0倍となった。単勝式は、阪神大賞典を制したナリタブライアンが1.7倍の1番人気、マヤノトップガンが2.8倍の2番人気となった。
阪神大賞典出走組に対抗する別路線組の筆頭は、中山記念を制したサクラローレルであった。GI初出走、上位2頭と未対戦の「未知の魅力」が買われた。ただ上位2頭とは差が生まれ、14.5倍の3番人気の支持を受けた。
続いて日経賞勝利から参戦のホッカイルソー、京都記念勝利から参戦のテイエムジャンボがともに20倍台の4.5番人気であった。

## 枠順
天候:晴、馬場状態:良、発走時刻:15時40分
| 枠番 | 馬番 | 競走馬名           | 性齢 | 騎手        | 斤量 [kg] | 調教師     | 調教師 | 単勝人気 | 単勝人気 | 馬体重 [kg] |
| 枠番 | 馬番 | 競走馬名           | 性齢 | 騎手        | 斤量 [kg] | 氏名       | 所属   | オッズ   | 人気     | 馬体重 [kg] |
| ---- | ---- | ------------------ | ---- | ----------- | --------- | ---------- | ------ | -------- | -------- | ----------- |
| 1    | 1    | サクラローレル     | 牡6  | 横山典弘    | 58        | 境勝太郎   | 美浦   | 014.5    | 3        | 484         |
| 1    | 2    | ウイニングウエイ   | 牡6  | M. ロバーツ | 58        | 河野通文   | 美浦   | 108.0    | 12       | 504         |
| 2    | 3    | ユウセンショウ     | 牡5  | 柴田善臣    | 58        | 松元茂樹   | 栗東   | 044.7    | 7        | 472         |
| 2    | 4    | ナリタブライアン   | 牡6  | 南井克巳    | 58        | 大久保正陽 | 栗東   | 001.7    | 1        | 478         |
| 3    | 5    | ベストタイアップ   | 牡5  | 岡部幸雄    | 58        | 松山康久   | 美浦   | 040.3    | 6        | 438         |
| 3    | 6    | テイエムジャンボ   | 牡6  | 河内洋      | 58        | 布施正     | 栗東   | 020.3    | 5        | 504         |
| 4    | 7    | マヤノトップガン   | 牡5  | 田原成貴    | 58        | 坂口正大   | 栗東   | 002.8    | 2        | 456         |
| 4    | 8    | サマーサスピション | 牡5  | 田中勝春    | 58        | 鈴木康弘   | 美浦   | 055.2    | 8        | 492         |
| 5    | 9    | インターライナー   | 牡6  | 的場均      | 58        | 柄崎孝     | 美浦   | 120.2    | 13       | 494         |
| 5    | 10   | ホッカイルソー     | 牡5  | 蛯名正義    | 58        | 田中清隆   | 美浦   | 020.2    | 4        | 488         |
| 6    | 11   | カミノマジック     | 牡6  | 武豊        | 58        | 工藤嘉見   | 栗東   | 078.4    | 11       | 438         |
| 6    | 12   | タマモハイウェイ   | 牡7  | 四位洋文    | 58        | 吉永忍     | 栗東   | 151.7    | 15       | 478         |
| 7    | 13   | ロイスアンドロイス | 牡7  | 坂井千明    | 58        | 松山康久   | 美浦   | 128.0    | 14       | 502         |
| 7    | 14   | インターユニーク   | 牡6  | 田面木博公  | 58        | 高松邦男   | 美浦   | 072.9    | 10       | 432         |
| 8    | 15   | スギノブルボン     | 牡6  | 松永昌博    | 58        | 松永善晴   | 栗東   | 174.2    | 16       | 436         |
| 8    | 16   | ハギノリアルキング | 牡7  | 藤田伸二    | 58        | 小林稔     | 栗東   | 063.5    | 9        | 478         |

## レース展開
発走直前の輪乗りでは、マヤノトップガンが首を大きく上下させていた。
ゲートが開いてスタート、顕著に出遅れる馬はいなかった。スギノブルボンとテイエムジャンボが先行し、後続を突き放した。マヤノトップガンが5.6番手でその後ろにナリタブライアンがいた。スギノブルボンとテイエムジャンボは飛ばしに飛ばし、3番手のロイスアンドロイスとは10馬身ほどの差が生まれた。
スタンド前から第2コーナーを経て、2周目となった。第3コーナーの坂の手前にて、マヤノトップガンが位置を上げ、それにナリタブライアンが呼応し、直後を追走した。坂を下ると、マヤノトップガンは逃げていたスギノブルボン、テイエムジャンボをかわして先頭となった。ナリタブライアンはマヤノトップガンに外から並びかけ、馬体を併せて最後の直線に進入した。
直線の中間で、マヤノトップガンの脚が鈍り、後退。代わってナリタブライアンが先頭となった。ところが、その2頭の争いの直後に控えていたサクラローレルが末脚を見せて、ナリタブライアンをかわした。そのまま差を広げる一方となり、鞍上の横山典弘が左手を空に掲げて決勝線を通過した。ナリタブライアンは、2馬身遅れて入線。後退するマヤノトップガンを内からかわしたホッカイルソーが離されて3着。マヤノトップガンは5着であった。

## 競走結果

### 着順
| 着順 | 馬番 | 競走馬名           | タイム | 着差      |
| ---- | ---- | ------------------ | ------ | --------- |
| 1    | 1    | サクラローレル     | 3:17.8 |           |
| 2    | 4    | ナリタブライアン   | 3:18.2 | 2 1/2馬身 |
| 3    | 10   | ホッカイルソー     | 3:18.5 | 1 3/4馬身 |
| 4    | 16   | ハギノリアルキング | 3:18.8 | 2馬身     |
| 5    | 7    | マヤノトップガン   | 3:18.8 | ハナ      |
| 6    | 2    | ウイニングウエイ   | 3:19.2 | 2 1/2馬身 |
| 7    | 3    | ユウセンショウ     | 3:19.4 | 1 1/2馬身 |
| 8    | 14   | インターユニーク   | 3:19.8 | 2 1/2馬身 |
| 9    | 9    | インターライナー   | 3:19.8 | ハナ      |
| 10   | 12   | タマモハイウェイ   | 3:19.9 | 1/2馬身   |
| 11   | 13   | ロイスアンドロイス | 3:20.3 | 2 1/2馬身 |
| 12   | 15   | スギノブルボン     | 3:20.4 | クビ      |
| 13   | 5    | ベストタイアップ   | 3:20.5 | 1/2馬身   |
| 14   | 8    | サマーサスピション | 3:20.6 | クビ      |
| 15   | 6    | テイエムジャンボ   | 3:20.8 | 1 1/2馬身 |
| 16   | 11   | カミノマジック     | 3:20.8 | ハナ      |

### 競走に関するデータ
| 1000m通過タイム     | 061.7秒（テイエムジャンボ） |
| 2000m通過タイム     | 126.5秒（テイエムジャンボ） |
| 上がり4ハロン       | 46.9秒                      |
| 上がり3ハロン       | 35.1秒                      |
| 優勝馬上がり3ハロン | 34.7秒                      |

### 払戻
| 単勝 | 1   | 1450円 |
| 複勝 | 1   | 0280円 |
| 複勝 | 4   | 0120円 |
| 複勝 | 10  | 0270円 |
| 枠連 | 1-2 | 1130円 |
| 馬連 | 1-4 | 1210円 |

作家の藤本義一は、京都競馬場への観戦に出かけようとしたところ、妻に「今日は21日だから、枠で1-2一本よ」との助言を受けていた。また枠連の配当は1130円。113回目の天皇賞と「113」という数字で一致したことを指摘した。

## 達成された記録
- 境勝太郎調教師は、前年秋の第112回天皇賞をサクラチトセオーで制しており、天皇賞2連覇を果たした[13]。グレード制導入以降、異なる馬で連覇を果たしたのは初めてのことであった[13]。
- 生産者の谷岡牧場は、サクラチトセオーの生産者でもあり、同じく天皇賞2連覇となった[13]。
- 騎乗した横山典弘は、天皇賞初制覇[13]。父の横山富雄も騎手として2回天皇賞を制していることから、伊藤正四郎・伊藤正徳親子以来2組目となる親子2代天皇賞制覇を達成した[13]。